# White Denim
White Denim ist eine US-amerikanische Indie-Rock-Band aus Austin, Texas.

## Bandgeschichte
2005 schlossen sich Schlagzeuger Josh Block und Gitarrist und Sänger James Petralli von der Rockband Parque Torch mit dem, Bassisten Steve Terebecki von einer Band namens Peach Train zusammen und gründeten White Denim. Nach zwei Jahren veröffentlichten sie ihre erste EP mit dem Titel Let's Talk About It und kurz darauf die EP Workout Holiday. Aus dem vorhandenen Material stellte das Trio dann 2008 ihre erste LP Exposion zusammen. Da die Band auch in Großbritannien aktiv war, stellte sie nur wenig später ein zweites Album für die britischen Fans mit dem Titel Fits fertig, das erst später in den USA erschien. Bereits ein Jahr später gab es das dritte Album, außerdem wurde die Band 2010 um den zweiten Gitarristen Austin Jenkins erweitert. Bis dahin waren ihre Alben jedoch ohne große Resonanz verklungen.
Dies änderte sich 2011, als sie mit Downtown Records ein neues Label fanden. Das Album mit dem Titel D schaffte es in die US-Heatseeker-Charts auf Platz 16. Für das fünfte Album ließen sich die vier Musiker von White Denim dann mehr Zeit. Außerdem half ihnen Jeff Tweedy von der Band Wilco, mit der sie auf Tour gewesen waren, bei der Produktion. Das Album Corsicana Lemonade bedeutete einen Durchbruch und kam 2013 nicht nur in den USA, sondern auch in Großbritannien in die offiziellen Charts.

## Diskografie
Alben
- Exposion (2008)
- Fits (2009)
- Last Day of Summer (2010)
- D (2011)
- Corsicana Lemonade (2013)
- Stiff (2016)
- Performance (2018)
- Side Effects (2019)
- World as a Waiting Room (2020)
- 12 (2024)

EPs
- Let’s Talk About It (2007)
- Workout Holiday (2008)
- Live at Third Man (2011)
- Takes Place in Your Work Space (2011)

Lieder
- All You Really Have to Do (2008)
- Shake Shake Shake (2008)
- I Start to Run (2009)
- Drug (2011)
- Keys (2012)